# Друга инаугурација председника Роналда Регана
Друга инаугурација Роналда Регана за председника Сједињених Држава одржана је у малој телевизијској церемонији у недељу, 20. јануара 1985, у Великом фоајеу Беле куће, и требало је да буде поновљена следећег дана , 21. јануара 1985. на западном фронту Капитола Сједињених Држава у Вашингтону, пре него што је премештен у ротонду Капитола. Ово је била 50. инаугурација и обележила је почетак другог и последњег четворогодишњег мандата Роналда Регана као председника и Џорџа Х. В. Буша као потпредседника. Са 73 године, 349 дана на Дан инаугурације, Реган је био најстарији председник САД који је инаугурисан, све до инаугурације Џоа Бајдена за председника 20. јануара 2021, у доби од 78 година, 62 дана.

## Дан инаугурације
Како је напољу време било оштро, са дневним температурама од -14 °C и хладом ветра од −32 °C (−26 °F), организатори догађаја били су приморани да преместе јавну церемонију инаугурације, која је претходно одржана. планирано на отвореном, унутра до каптолске ротонде. Тамо је, као и претходног дана званично, врховни судија Ворен Е. Бергер положио председничку заклетву Регану, а бивши помоћни судија Потер Стеварт положио је потпредседничку заклетву Бушу. Џеси Норман је на церемонији отпевала Једноставне поклоне из староамеричких песама Арона Копланда.Због лоших временских услова, парада је отказана и у спортској арени Капитол Центар организована је замена.Првој церемонији присуствовало је 96 људи, а другој хиљаде.